# Ukraińskie Małe Seminarium św. Jozafata w Rzymie
Ukraińskie Małe Seminarium św. Jozafata w Rzymie – szkoła o programie gimnazjum, prowadząca naukę w języku ukraińskim.
Szkoła utworzona została w 1951 dzięki staraniom greckokatolickiego biskupa Iwana Buczko w Liur we Francji, w celu przygotowywania kandydatów do greckokatolickiego seminarium duchownego.
W 1956 szkoła została przeniesiona do Castel Gandolfo, a w 1959 zbudowano dla szkoły budynek w Rzymie. Papież Jan XXIII nadał szkole rangę pontyfikalnej, czyli papieskiej. Średnia liczba uczniów w szkole wynosiła od 50 do 100. Pochodzą z krajów zachodniej Europy, Jugosławii i Ameryki. Opiekę nad nimi sprawuje greckokatolicka gałąź salezjanów. Po wojnie szkoła była jedyną w zachodniej Europie prowadzącą naukę w języku ukraińskim.
Opiekę sprawowali: oo. Andrij Sapelak i W. Sapeliak, Stepan Czmil, W. Hrynyszyn.
Małe seminarium istniało 48 lat, od 1951 do 1999, wykształciło ponad 2500 wychowanków z 15 krajów, z których 30 zostało kapłanami.

## Literatura
- Encyklopedia ukrainoznawstwa